# トゥール・ダルジャン

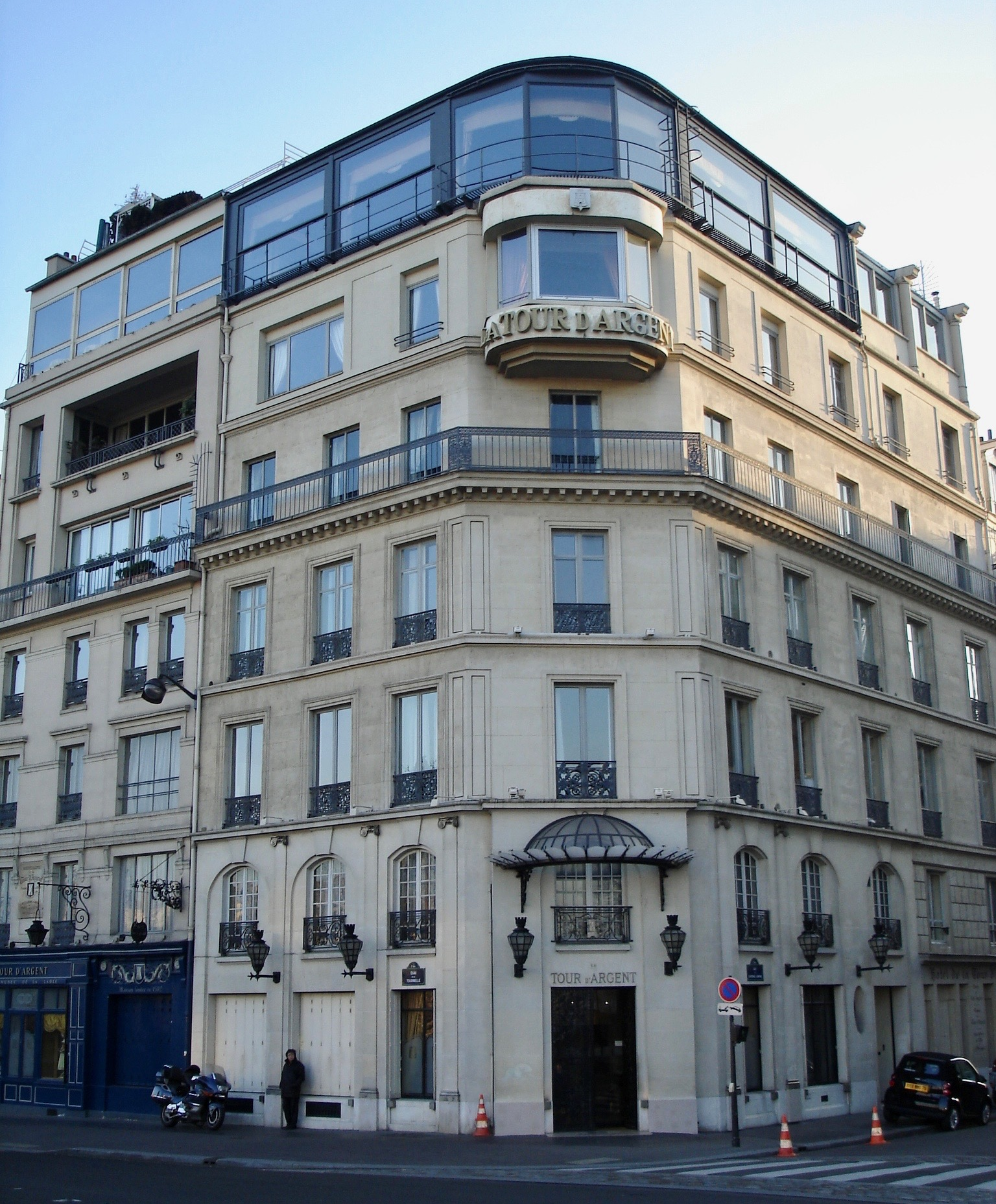
Rue Card-Lemoine-Rest Tour d'argent

トゥール・ダルジャン (fr:La Tour d'Argent) は、フランス（パリ5区トゥルネル河岸通り15-17番地）に本店、東京（千代田区紀尾井町ホテルニューオータニ内）に唯一の支店を置く、1582年創業のフランス最古のレストラン。
400年を超える歴史、名物の鴨料理と比類なきワインコレクション、セーヌ川対岸・シテ島にノートルダム大聖堂を臨むパノラマで知られる。
歴代オーナーが、料理・ワイン、サービス、インテリアの全てに妥協なく最高レベルを追求、同国を代表するグランメゾンとして、永くフランス料理 (fr:cuisine française) とレストラン・ガストロノミーク (fr:estaurant gastronomique) を牽引した。
フランス料理文化の形成・発展、貴族文化が大衆化する過程に深く関与しており、同店の歩みは「フランス料理の歴史そのもの」と評価される。
ミシュラン・ガイド (fr:Guide Michelin) では、一時降格されつつも60年間近く3つ星を維持したが、現在はパリ本店、東京店とも1つ星。
店名"La Tour d'argent"は、日本語で「銀の塔」の意。

## 年譜
1582年 料理人ルルトー (Rourteau) がセーヌ河岸に"Le restaurant L'Hostellerie de La Tour d'Argent"として創業
1582年3月4日 アンリ3世 (fr:Henri III (roi de France))  (1551-1589) 初来店
17世紀中 ルイ14世 (fr:Louis XIV)   (1638-1715) 来店
1683年  創業100周年
1783年  創業200周年
1789年頃 フランス革命 (1789-1795) 勃発 本店が襲撃・略奪・占拠され、競売にかけられる。
1802年 カフェ・アングレ (fr:Café Anglais) (1802-1913) 創業（後にオーナー家間に血縁関係、「関連レストラン」の項目参照）
1830年 ルコック (Lecoq) がオーナーとなり、レストランを再建
年代不詳 パイヤール (Paillard) がオーナーとなる
19世紀半ば フレデリック・デレール (Frédéric Delair) がオーナー兼給仕頭となる
1867年 カフェ・アングレで「三皇帝の晩餐」 (fr:Dîner des Trois Empereurs) 
- ロシア皇帝アレクサンドル2世 (Александр Ⅱ, 1818-1881) と皇太子アレクサンドル3世 (Александр Ⅲ, 1845-1894)、プロシア皇帝ヴィルヘルム1世 (de:Wilhelm I. (Deutsches Reich)) (1797-1888)、プロイセン王国オットー・フォン・ビスマルク (de:Otto von Bismarck) (1815-1898) が来店

1883年  創業300周年

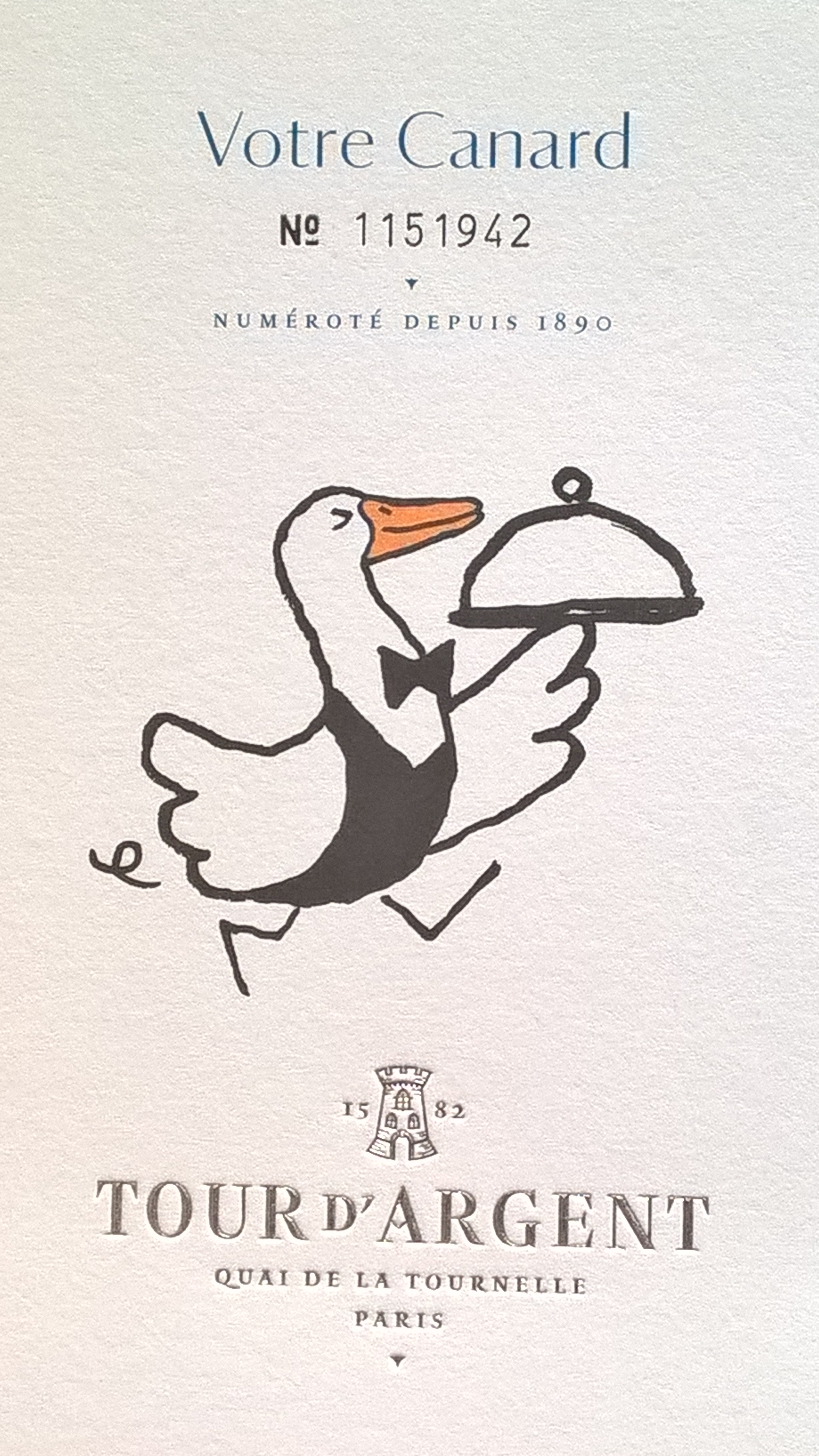

1890年 フレデリックが顧客に供した鴨に番号をふるアイデアを考案
1911年 現オーナー一族テライユ家の初代アンドレ・テライユ (André Terrail) がオーナーとなる
1912年 本店で10万羽目の鴨が顧客に供される
1913年 カフェ・アングレ閉店
1914年 カフェ・アングレ所蔵のワインがトゥール・ダルジャンに引き継がれる
1914年7月 第一次世界大戦 (1914-1918) 開戦 アンドレ・テライユが動員され、一時閉店
1918年 第一次世界大戦終戦 アンドレ・テライユ復員、営業再開
1921年6月21日 皇太子裕仁親王（昭和天皇）来店（1回目）
1922年 隣地購入
1928年 アンドレ・テライユがホテル・ジョルジュサンク (fr:Hôtel George-V) 建設に関与
1936年 店舗拡張、現在の姿になる
1939年 第二次世界大戦 (1939-1945) 開戦 ドイツ軍占領に備え、地下カーヴの半分をセメントで塗り込める工事を実施
1940年6月 フランス敗戦・ドイツ軍パリ入城 本店建物がドイツ軍参謀本部に接収される
1945年 第二次世界大戦終戦
1947年 アンドレの息子、二代目クロード・テライユ（Claude Terrail, 1917年12月4日-2006年6月1日）が経営を引き継ぐ
1947年 ピエール・デクルー (Pierre Descloux) が本店シェフに就任
1947年 エールフランス (fr:Air France) のパリ - ニューヨーク便就航、機内食提供
1948年5月16日 エリザベス2世 (en:Elizabeth II) (1926-2022) とエディンバラ公フィリップ (en:Prince Philip, Duke of Edinburgh)  (1921-2021) 来店
1949年5月30日 本店で20万羽目の鴨が顧客に供される
1953年 "Marc-Annibal Coconnas" (Vosges à Paris) 開店
1961年 本店で30万羽目の鴨が顧客に供される
1971年10月3日 昭和天皇来店（2回目）

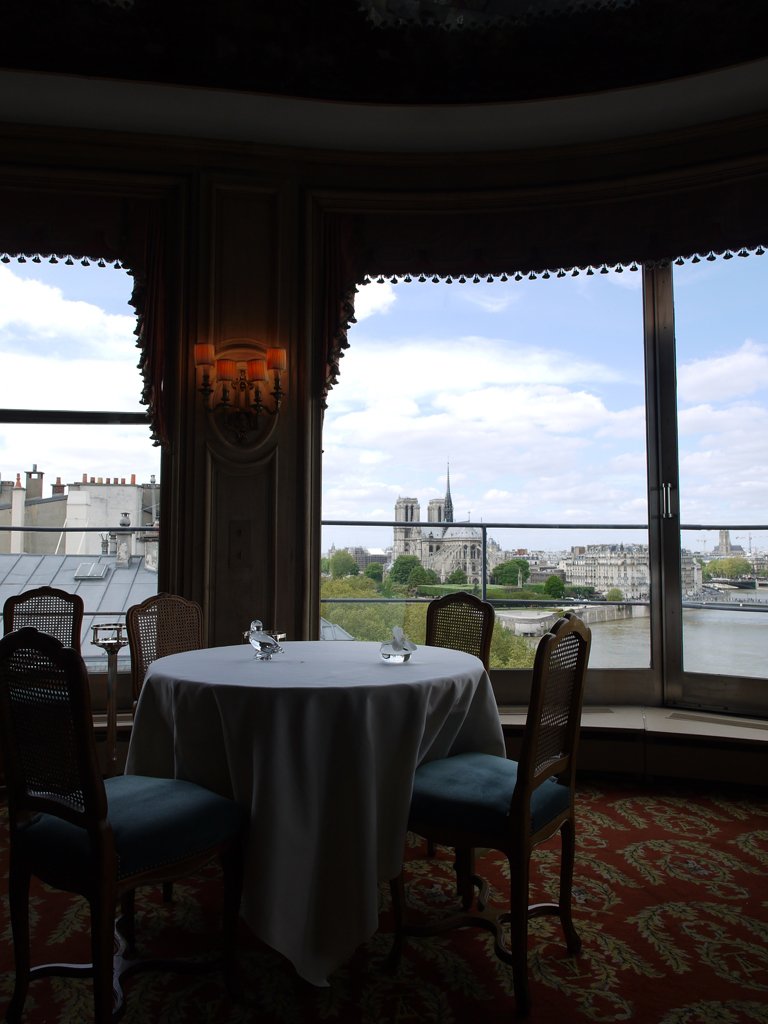
La Tour d'Argent, Paris 201305091D0149 (8751666319)

1976年 本店で50万羽目の鴨が顧客に供される
1979年 "La Guirlande de Julie"開店
1981年8月 ドミニク・ブシェ (fr:Dominique Bouchet) (1952年7月27日-)が本店シェフに就任
1983年9～10月 創業400周年
1984年秋 トゥール・ダルジャン東京開業（ホテルニューオータニ内、世界唯一の支店）
1985年 本店向かいに"Les Comptoirs de la Tour d'argent"（ブティック）開店
1989年 "La Rôtisserie du Beaujolais"開店
2003年 本店で100万羽目の鴨が顧客に供される
2006年 クロード・テライユ逝去、息子の三代目アンドレ・テライユ（André Terrail〈1代目と同名〉）が経営を引き継ぐ
2007年12月 "Les Comptoirs de la Tour d'argent"（代官山、直営ブティック）開店
2009年7月31日 "Les Comptoirs de la Tour d'argent"（代官山）閉店
2009年9月 本店所蔵の一部希少ワインをオークションで売却（1万8千本）
2010年 ローラン・ドゥラルブル (Laurent Delarbre) が本店シェフに就任
2016年 フィリップ・ラべ (fr:Philippe Labbé) (1961-) が本店シェフに就任
- 本店向かいのブティックを本店内に移転
- その場所に直営のパン店"Le Boulanger de la Tour"とビストロ"La Rôtisserie d'Argent"（ミシュラン掲載、星なし）開店

2016年5月 本店所蔵の一部希少ワインをオークションで売却
2019年 ヤニック・フランケ(Yannick Franques)が本店シェフに就任
2020年～2024年のどこか 一部希少ワイン（80本）の盗難事件発生
2023年8月 約1年間の大改装を経て、本店1階にバー"Les Maillets d'Argent"、5階に宿泊施設"L'Appartement"設置

## ワインカーヴ

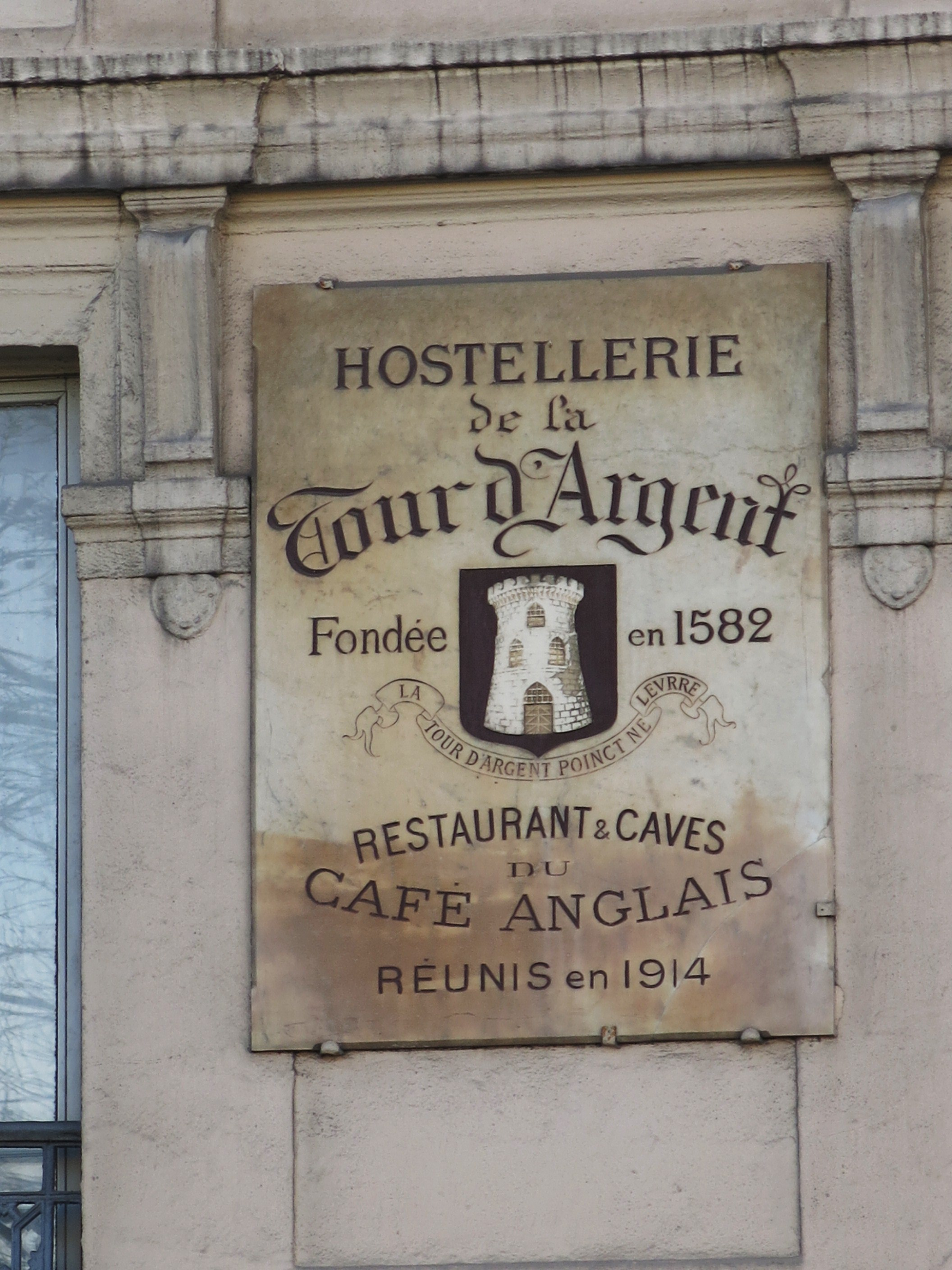
Plaque Tour d'Argent & Café Anglais

- 本店地下のカーヴ[11]は、面積は1,200平方メートル(地下1階<円形>800平方メートル、地下2階400平方メートルの構成)、パリ最大かつ最も権威のあるワインセラーとされ、ピーク時で約45万本のボトルを所蔵。カフェ・アングレ閉店(1913年)に伴い、オーギュスタ・バーデル(Augusta Burdel)<後述>が持ち込んだワインがコレクションの充実に大きく寄与した。(フランス語版 (fr:La Tour d'Argent) Les cavesの項目も参照)
- 第二次世界大戦中、ナチス・ドイツの占領に備え、ワインを守るため地下カーヴの半分をセメントで塗り込める工事を実施。ドイツ軍のパリ入城(1940年6月14日)により建物がドイツ軍参謀本部に接収されたが、最も貴重なワイン群は事なきを得る。[12]
- アンドレ・テライユ(三代目)の下、カーヴ内の環境保全の観点[注 1]から、一部ワインを関連店舗へ移管したほか、希少銘柄の一部をオークションで売却(2009年9月:1万8千本、2016年5月)。
- 現在の所蔵量は約30万本。ワインリストは、約400ページに1万5千銘柄を記載、重量8kgに及ぶ。
- コレクション中、最古のワインは1845年のボルドー、オー・ド・ヴィでは1788年のコニャック"クロ・ド・グリフィエ"(Clos de Griffier)。希少ワインには、château d'Yquem（フランス語版）1871、château de Rayne-Vigneau（フランス語版）1874、château Guiraud（フランス語版）1893、chambertin-clos-de-bèze（フランス語版）1865、Château du Clos de Vougeot（フランス語版）1870、romanée-conti（フランス語版）1874、fine champagne（フランス語版）1797、cognac（フランス語版）1788、Champagne Roederer Cristal（フランス語版）(ニコライ2世 (ロシア皇帝)(Nicolas II)向け特別ヴィンテージ)、Pétrus（フランス語版）1947(26,000€)、château Haut-Brion（フランス語版）(27,000€)、ポルト酒・マデーラ酒"インドからの帰還"(Madère（フランス語版） retour de l'Inde)などコレクター垂涎のワインが含まれ、最も高価な銘柄の価格帯は60,000€以上といわれる。(フランス語版 (fr:La Tour d'Argent) Les cavesの項目も参照)
- 2024年には、希少ワイン約80本(romanée-conti、Château Gruaud Larose（フランス語版）1870、Chambertin（フランス語版）1865、Château du Clos de Vougeot 1870等)の盗難事件が発覚、推定総額150万ユーロの損失が発生。2020年～2024年の4年間のどこかで持ち去られたものとみられている。[13]
- 地下のカーヴは、レストランに来店した顧客が要望すれば、食後に見学することができる。

## 歴代オーナー、スタッフ
- トゥール・ダルジャンの創業者・料理人ルルトー(Rourteau)[14]のプロフィールを示す文書は無いが、同店は「偉大な料理人」としている。創業当時から家禽料理を得意としていたという。
- ルコック(lecoq)[4]のプロフィールに関する資料は少ないが、ナポレオン・ボナパルト (fr:Napoléon Bonaparte) (1769-1821)の元専属料理人で、「皇帝の料理人」と呼ばれる。革命後、廃墟同然のトゥール・ダルジャンを買い取り、再建した。
- パイヤール(Paillard)のプロフィールを示す資料は無い。

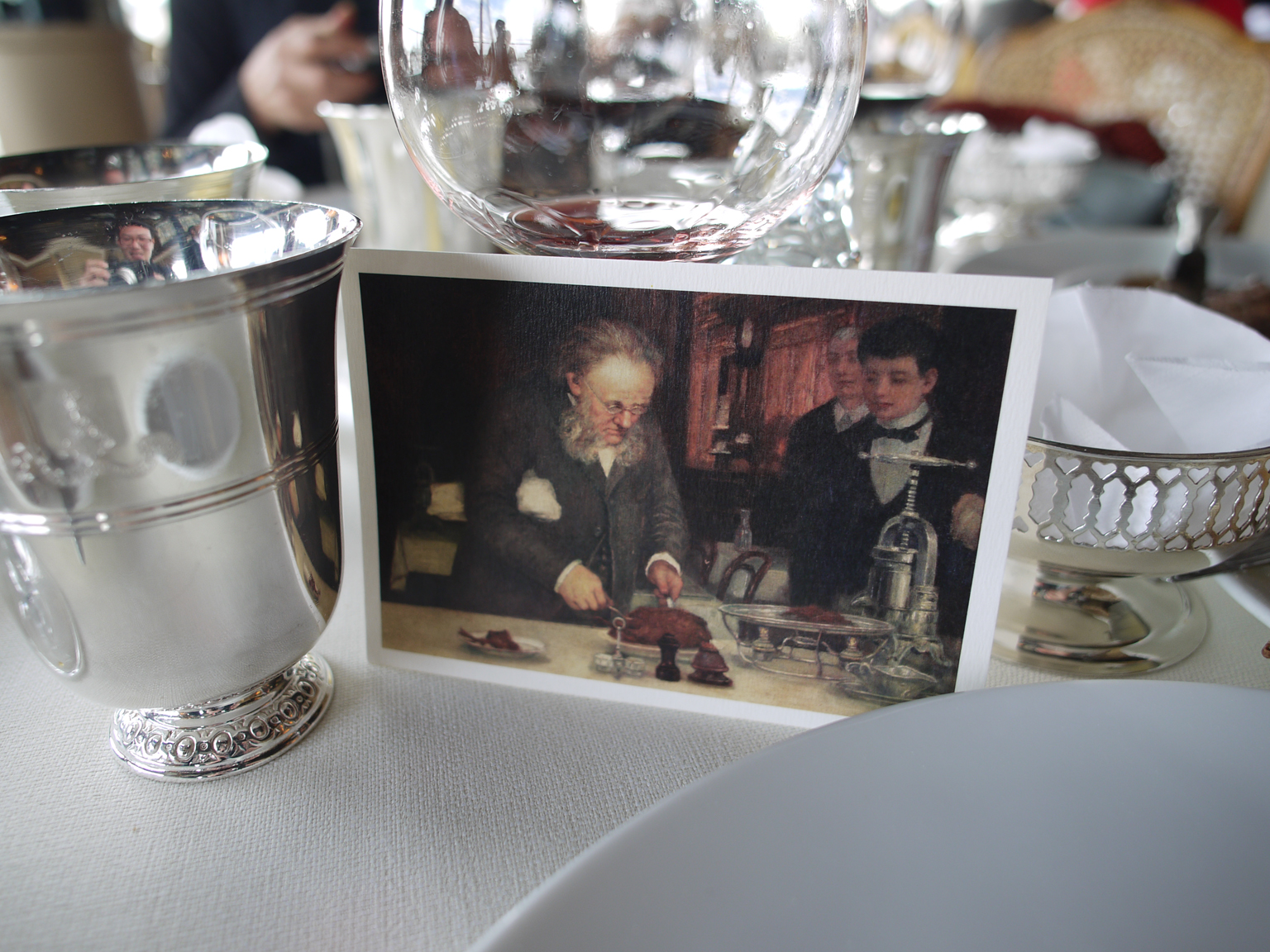
La Tour d'Argent, Paris 201305091D0127 (8751666527)

- フレデリック・デレール(Frédéric Delair)[6]は、オーナー兼給仕頭として、現在もメニューの中核をなすスペシャリテ"caneton Tour d'Argent"のルセットを考案。自ら顧客の前でデクパージュを行い、フォークに刺した鴨を銀皿に置かず、空中で切り分けることができたという。その料理・サービス法が顧客の支持を得て後世に残ることを確信、顧客に供した鴨に番号をふるアイディアを発案、現在まで承継されている。厳密・厳格、完全主義、ややエキセントリックな細部への拘り、沈着冷静、「広告」を嫌う人だったという。
- アンドレ・テライユ(André Terrail, 1代目)[8]は、リムーザン出身、当時パリ最高のレストランの一つカフェ・アングレで修業、イギリスに渡りエドワード7世 (en:Edward VII) (1841-1910)の給仕職、ヴィルヘルム2世 (ドイツ皇帝) (de:Wilhelm II. (Deutsches Reich)) (1859-1941)のドイツ皇室御用船のキッチンを組織した後、キャベンディッシュ ホテル(Hotel Cavendish)に勤務。オーギュスト・エスコフィエ (fr:Auguste Escoffier) (1846-1935)の紹介でカフェ・アングレのオーナー、クローディアス・バーデル(Claudius Burdel)の娘オーギュスタ・バーデル(Augusta Burdel)と結婚。フレデリックからトゥール・ダルジャンを買取り、パリでの事業をスタート。バーデル家との縁により、カフェ・アングレが閉店(1913年)した際、同店の名シェフ・アドルフ・デュグレレ (Adolphe Dugléré) (1805年6月3日-1884年4月4日)が残した料理と、同店所蔵のワイン・コレクションがトゥール・ダルジャンに引き継がれた。大戦間に現在の本店の姿を完成させたほか、米国実業家ジョエル・ヒルマン(Joel Hillman)の依頼を受け、ホテル・ジョルジュサンク(現フォーシーズンズ・ホテル・ジョルジュサンク・パリ)の建設に関わるなど多角化戦略を推進。
- クロード・テライユ(Claude Terrail, 2代目, 1917年12月4日-2006年6月1日)[9]は、当初、演劇・映画俳優を目指していたが、学士号取得後、料理・ワイン・サービスの修行を経て、1947年父親の後を継ぎmaître de maisonに就任。ワインカーヴの充実に努めたほか、1951年"le salon George V"、1953年"l'Orangerie"設立など業容拡大に注力。1952年のミシュラン・ガイド降格については、「一層の独創力、一層の努力」の必要性を認識するうえで「店のためにはプラスだった」[15]と回想している。1980年レジオン・ドヌール勲章 (fr:Légion d'honneur) 受章。第二次世界大戦時の経験を基に、息子アンドレに『危機の時代はいつでも訪れる。オープンできるのであれば、どんな時期でも、どんな時間でも、どんな状態でも、躊躇せずオープンするのだ。戦争が起きない限り、いつも開いている、それがレストランの使命なのだ』と繰り返し語り聞かせたという[16]。
- アンドレ・テライユ(André Terrail, 3代目〈1代目と同名〉)[16]は、2006年26歳の若さで父親クロード・テライユから経営を引き継ぎ、母親Tarjaの助力を得つつ、店舗再編や一部資産(ワイン、クリスタル、銀器、カーペット、家具など)の整理に取り組んでいる。
- 1981年に本店シェフに就任したドミニク・ブシェ (fr:Dominique Bouchet) (1952年7月27日-)[17]は、ジョエル・ロビュション (fr:Joël Robuchon) (1945-2018)門下、ロビュションのセーヌ川船上シェフ時代に入門、兵役の後、Hôtel Concorde La Fayette開業(1974年)メンバーで頭角を現し、1978年「ジャマン」(Jamin)シェフに抜擢され、ミシュラン3つ星獲得に貢献(その後3年間3つ星維持)、1981年トゥール・ダルジャンのシェフに就任(7年間ミシュラン3つ星維持)。1988年独立して「ル・ムーラン・ド・マルクーズ」(Le Moulin de Marcouze)のオーナーシェフ兼ディレクトゥール(2つ星獲得)。1997年ホテル・ド・クリオン (fr:Hôtel de Crillon) のgrand chefに就任、"Les Ambassadeurs"(2つ星)を含むレストランの全体統括。その後、活動の場を米国、英国、ベルギー、オランダ、シンガポール、スイス、モロッコ、タイ、トルコ、日本、ウルグアイ、スイス、レバノン、イタリア、中国まで拡大。2001年日本航空のビジネスクラス機内食監修、同年国内に"Atelier DY5"設立、2004年"Dominique Bouchet"(パリ8区)開店、2009年コンサルティング会社"DB Conseil International"設立、2006年酒造会社福光屋とコラボレーション(フランス人シェフ初)、2013年7月"Dominique Bouchet"(銀座)開店(ミシュラン2つ星獲得)、2015年7月"Dominique Bouchet"(銀座)移転、2016年7月"Les Copains de Dominique Bouchet"(銀座)開店、2017年"Le Grill Dominique Bouchet Kanazawa"開店、2019年ウェスティン都ホテル京都の"Dominique Bouchet Kyoto Le Restaurant"、"Dominique Bouchet Kyoto Le Teppanyaki"を開店(監修)、同年"Les Trèfles Dominique Bouchet"(名古屋)開店。受賞歴は、1999年フランスの料理専門雑誌"Le Chef"の"Chef de l'année"選出、2002年レジオン・ドヌール勲章Chevalier受章、2007年芸術文化勲章 (fr:Ordre des Arts et des Lettres) Chevalier受章、2016年パリ市勲章 (fr:Médaille de la Ville de Paris) 受章。
- 2010年本店シェフに就任したローラン・ドゥラルブル(Laurent Delarbre)は、一時トゥール・ダルジャンに居た後、Relais Louis XIII、Lasserre（フランス語版）、オテル・リッツ・パリ (fr:Ritz Paris) でSous-chef、Hôtel Astor Saint Honoré、カフェ・ド・ラぺ (fr:Café de la Paix (Paris)) でChefを歴任し、古巣にChefとして戻ってきた。
- 2016年本店シェフに就任したフィリップ・ラべ (fr:Philippe Labbé) (1961-)は、1981年からベルナール・ロワゾー (fr:Bernard Loiseau) (1951-2003)、ジャン・ミッシェル・ロラン (fr:Jean-Michel Lorain) (1959-)の下で働いた後、オーベルジュ・デ・タンプリエ (fr:l'Auberge des Templiers) 、兵役に就いた後、ジェラール・ボワイエ(Gérard Boye)のオテル・シャトー・レ・クレイエール (fr:Hôtel-Château des Crayères) 、ロジェ・ヴェルジェ (fr:Roger Vergé) (1935-2015)のムーラン・ド・ムージャン (fr:Moulin de Mougins) 、クリスチャン・ウィラー(Christian Willer)のオテル・マルティネス (fr:Hôtel Martinez) など星付きレストランで従事。フランシス・ショーボー(Francis Chauveau)のオテル・カールトン(Hôtel Carton)、1996年～2001年プラザ アテネ (fr:Plaza Athénée) で副料理長としてエリック・ブリファール (fr:Éric Briffard) を補佐。2001年Château de Bagnols（フランス語版）(Beaujolais)でシェフに就任、ミシュラン2つ星獲得。2003年シェーブル・ドール (fr:Château de la Chèvre d'Or) (Èze)でミシュランの2つ星維持、ゴー・エ・ミヨ19/20点獲得、2009年シャングリ・ラ・ホテルズ&リゾーツ (fr:Shangri-La Hotels and Resorts) 入り、2011年オープンしたシャングリ・ラ・パリ (fr:Shangri-La Paris) の3レストランを統括、2012年"l'Abeille"でミシュラン2つ星、"Le Shang Palace"で 1つ星獲得。2013年ゴー・エ・ミヨ (fr:Gault et Millau) 誌の"cuisinier de l'année"選出。2014年9月シャングリ・ラ・ホテルズ&リゾーツ退社、"L'Arnsbourg"(Baerenthal)1つ星、2016年～2019年トゥール・ダルジャンのシェフの後、台湾でアジア人シェフのチームの訓練に従事。
- 2019年に本店シェフに就任したヤニック・フランケ(Yannick Franques)[18]は、ル・ブリストル (fr:Le Bristol Paris) のエリック・フレション (fr:Eric Frechon) (1963-)、ホテル・ド・クリオンのクリスチャン・コンスタン (fr:Christian Constant) (1950-)の下や、アラン・デュカス (fr:Alain Ducasse) (1956-)のLouis XVで修業、シャトー・サン・マルタン(Château Saint-Martin, Vence)でミシュラン2つ星獲得、Réserve de Beaulieuで研鑽、2004年Meilleur ouvrier de France（フランス語版）(MOF)取得。2019年トゥール・ダルジャンExecutive Chefに就任。
- 本店、東京店とも、多くの著名ソムリエ (fr:sommelier) を輩出している。本店のChef caviste sommelierだった林秀樹は、1986年から35年にわたりcavisteを務めたが、2021年12月に逝去。その後cavisteは置かず、地下のカーヴはsommelierが管理している。東京店開業時のChef sommelier熱田貴は、1991年独立して「東京グリンツィング」開店。1997年日本ソムリエ協会会長、2005年から名誉顧問。2000年フランス農事功労章 (fr:Ordre du Mérite agricole) 受章、2006年現代の名工受賞、2011年黄綬褒章受章。

## 顧客

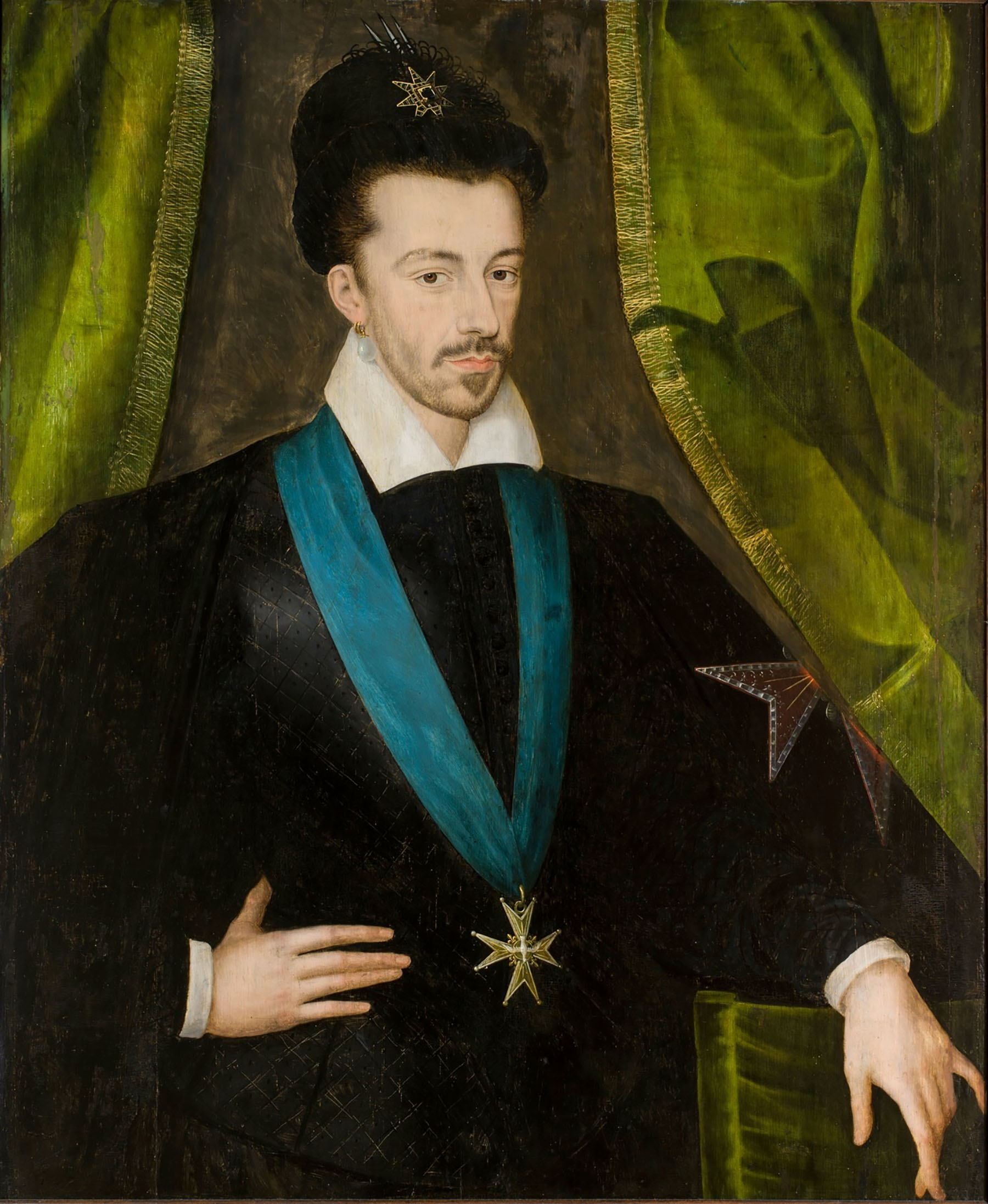
Quesnel Henry III of France in Polish hat

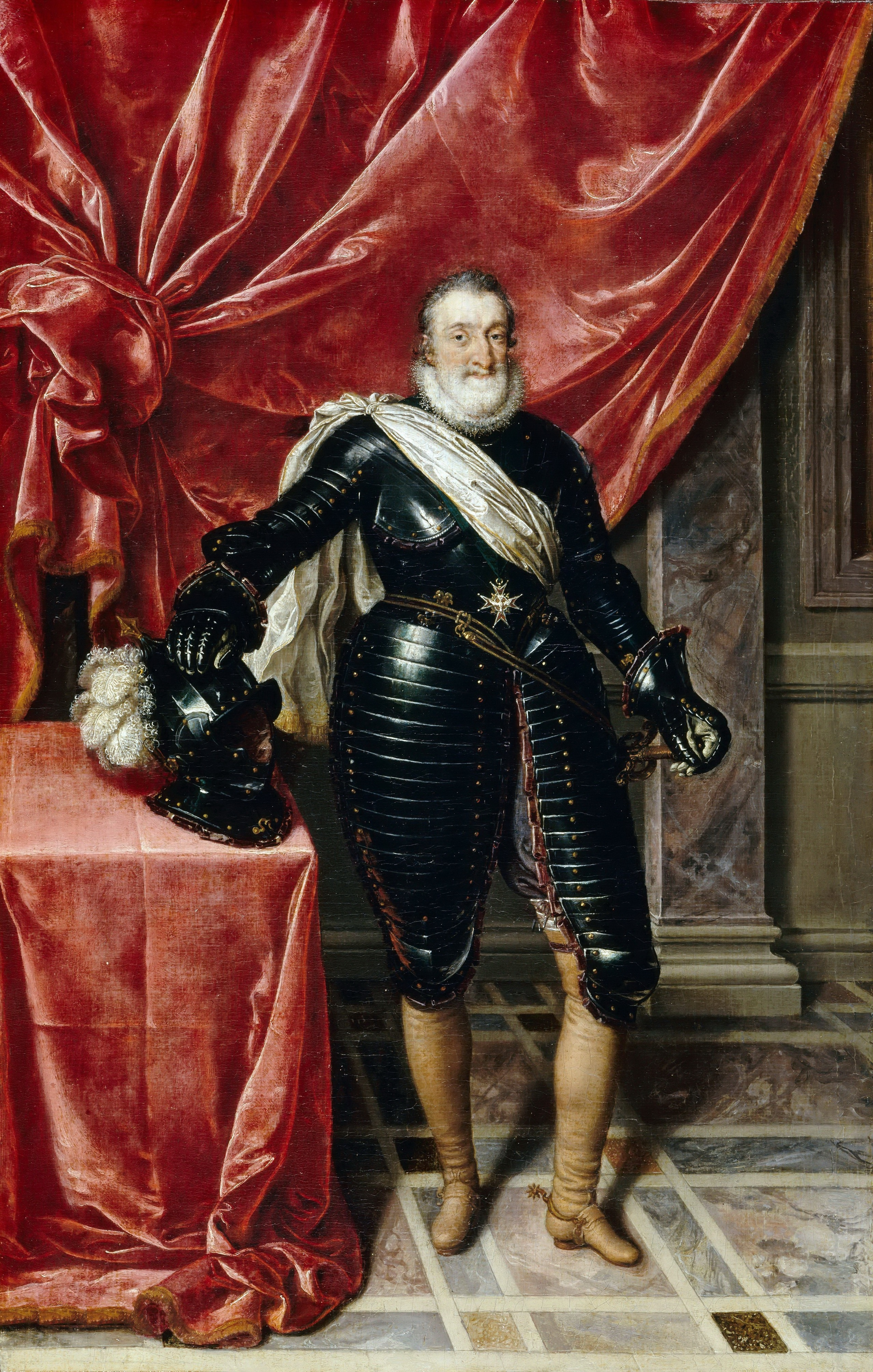
King Henry IV of France and Navarre

A drawing of King Louis XIV, that is hanging in the Palace of Versailles.

- アンリ3世 (fr:Henri III (roi de France)) (1551-1589)は、1582年3月4日に初来店。その後も度々訪れ、同店が貴族や上流階級の社交場として発展する契機となったほか、フランスの食卓におけるフォークの導入に直接関与した。(「エピソード」の項目参照)
- アンリ4世 (fr:Henri IV (roi de France)) (1553-1610)は、大の鶏好きで、ルルトーの「あおざきのパテ」を所望、トゥール・ダルジャンに使いを走らせ、宮廷に取り寄せたという。
- ルイ14世 (fr:Louis XIV) (1638-1715)は、多くの臣下を引き連れてヴェルサイユ宮殿から来店した。
- リシュリュー枢機卿 (fr:Armand Jean du Plessis de Richelieu) (1585-1642)は、トゥール・ダルジャンの当時のスペシャリテ「がちょうのプラム添え」、「ガリマフレ」(ブーレ・マレンゴの原型)や、「ぺルドゥリの砂糖煮」を好んだ[19]。卿は同店に40人の客を招き、主人は牛一頭を30種類の調理法で供した。また、卿は17世紀にフランスに入り始めたコーヒーを社交界で薦め、メニューに載せたトゥール・ダルジャンでも多くのオーダーがあったという。[3]
- ロシア皇帝アレクサンドル2世(Александр Ⅱ, 1818-1881)と皇太子(アレクサンドル3世、Александр Ⅲ, 1845-1894)、プロシア皇帝ヴィルヘルム1世 (ドイツ皇帝) (de:Wilhelm I. (Deutsches Reich)) (1797-1888)、プロイセン王国オットー・フォン・ビスマルク (de:Otto von Bismarck) 首相(1815-1898)は、パリ万国博覧会 (1867年) (fr:Exposition universelle de 1867) の期間中の6月7日、カフェ・アングレに来店、歴史に残る「三皇帝の晩餐」 (fr:Dîner des Trois Empereurs) が催された。(「歴史的メニュー」の項目参照)
- イギリス連邦王国エリザベス2世 (en:Elizabeth the Second) , 1926-2022)とフィリップ (エディンバラ公)王配 (en:Prince Philip, Duke of Edinburgh) (1921-2021)はハネムーンでパリを訪れた際に来店(1948年5月16日)。フランス共和国駐箚グレート・ブリテンおよび北アイルランド連合王国大使館は、事前に候補店を2軒に絞っていたが、最終決定は当日直前まで開示されなかったという。トゥール・ダルジャンは、両者を185,937羽目の鴨でもてなした。[20](「歴史的メニュー」の項目参照)
- 昭和天皇(1901-1989)は、皇太子時代の1921年6月21日、即位後の1971年10月3日の２度パリ本店に来店、トゥール・ダルジャンは夫々53,211羽目、423,900羽目の鴨でもてなした。東京店では、1度目の来店に因み53,212番からナンバリングしている。即位後の2度目の来店では、事前にフランス共和国駐箚日本国大使館員が6度に渡り試食を重ね、その都度メニューとテーブルを変えたという。来店した天皇は「50年前に食べた鴨は何番だったか」と尋ね、侍立したクロード・テライユが即座に「1921年6月21日、53,211番の鴨を差し上げました」と応えた。現在も昭和天皇と同じメニューをオーダーする日本人客が多いという。[21](「歴史的メニュー」の項目参照)
- 陶芸家・美食家の北大路魯山人(1883-1959)は、鴨料理に「ソースが合わない」として、持参した山葵醤油で食べたとされる。
- アメリカの「金融王」ジョン・モルガン (en:John Pierpont Morgan) (1837-1913)は、トゥール・ダルジャンが2本しか所蔵していない希少なフィーヌ・ナポレオンに魅せられ、店に10回買取りを申し出、10回断られたという。業を煮やしたモルガンは、目立たない身なりの部下3名を送り、見学可能なカーヴからフィーヌ・ナポレオンを盗み出した。ボトルのあった場所には、金額未記入の小切手が置かれていたという。アンドレ・テライユは即座に小切手を送り返し、モルガンが降参に現れたという。[11]。
- 女優エリザベス・テイラー (en:Dame Elizabeth Rosemond Taylor) (1932-2011)は、夫が変わる度、新夫を伴い合計5回来店したという。
- 悪戯好きの俳優オーソン・ウェルズ (en:Orson Welles) (1915-1985)は、クロード・テライユの前で、わざとポタージュを食べるのにスープ・スプーンでなくデザート・スプーンを使った。悪戯に気付いたテライユは、少しの間厨房に下がった後、ウェルズに「いつものポタージュが作れないようなシェフは首にした」と嘘を言い、逆にウェルズを驚かせた。慌てたウェルズは厨房に飛んで行き、シェフのピエール・デクルーを抱締め、「君の将来は保証する。子供の面倒も見る」と詫び、何も知らず英語も話さないデクルーは、どうしたらよいか分からず、唖然としてテライユの顔を見たという。後で事実を知ったウェルズは、大笑いしてこの話を雑誌"The New Yorker"に寄稿した。[22]
- デザイナーのジャック・ファット (fr:Jacques Fath) (1912-1954)は、トゥール・ダルジャンでオート・クチュールコレクションを開催、女優エドウィジュ・フィエール (fr:Edwige Feuillère) (1907-1998)やソプラノ歌手マリア・カラス (en:Maria Callas) (1923-1977)を招待した。[23]

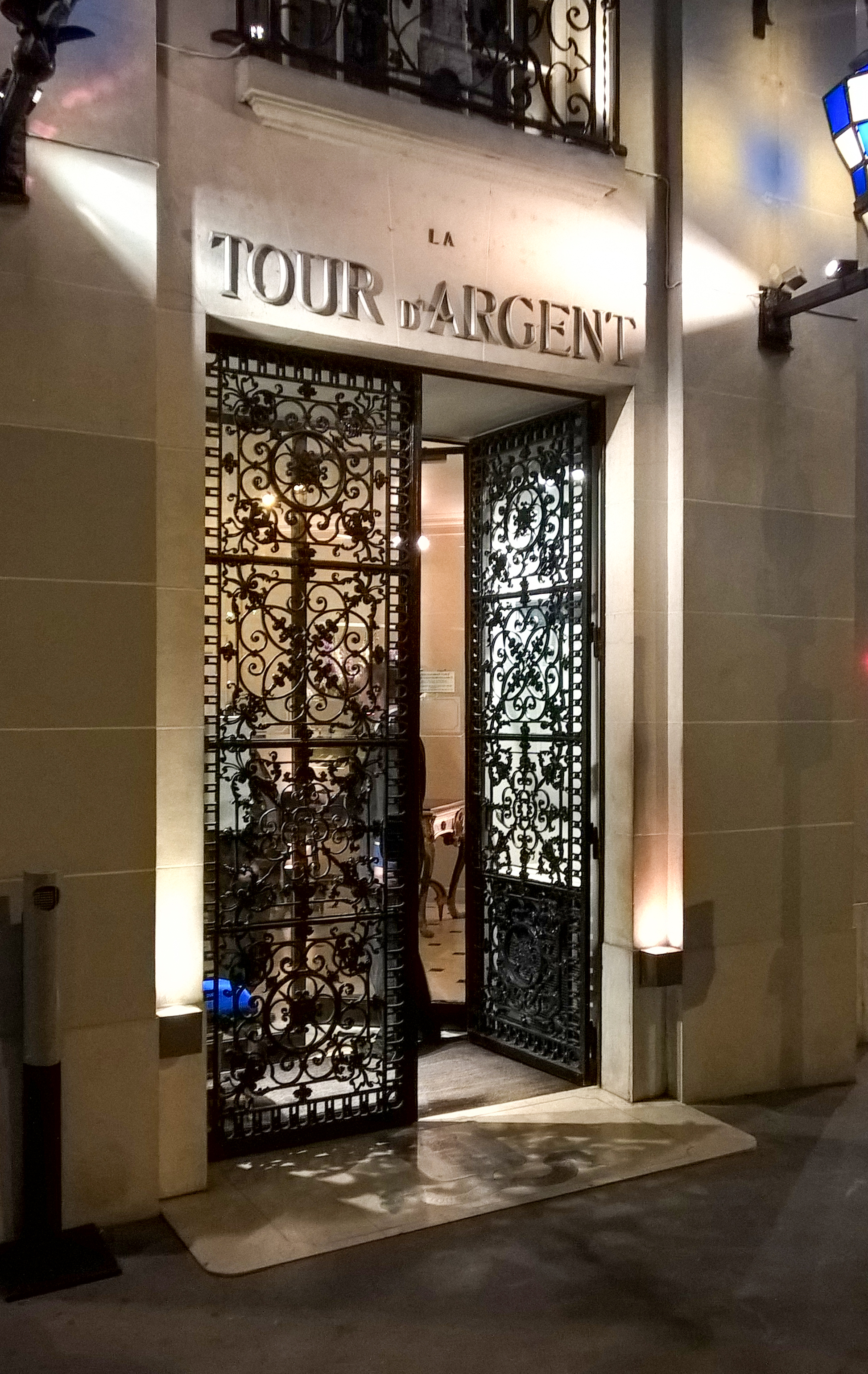
Tour d'Argent D160726 11 - Entrance

- 女優シャーリー・テンプル (en:Shirley Jane Temple) (1928-2014)は、大雨の中、来店の脚にタクシーが捕まらず、ずぶ濡れになっていた。それを見かねたパリ市警の警官の厚意で、警察車両に送られてトゥール・ダルジャンに到着。クロード・テライユは、著書に「ドアマンが囚人護送車から客が下りてくるのを見たのは、それが初めてだった」と冗談めかし書いている。[23]
- 女優エヴァ・ガードナー (en:Ava Lavinia Gardner) (1922-1990)は、営業時間終了後、突然来店することがあった。ガードナーはアルティショーを好んだため、旬になると不意の来店に備え、いつでも"アルティショーのフォンデュ"が作れるよう準備していたという。[15]
- この他、著名顧客として、ジョン・F・ケネディ(1917-1963)、マルセル・プルースト(1871-1922)、サシャ・ギトリ (1885-1957)、サルバドール・ダリ(1904-1989)、ジャン・コクトー(1889-1967)、マルセル・ロシャス(1902-1955)、クリスチャン・ディオール(1905-1957)、ローラン・プティ(1924-2011)、ハンフリー・ボガート(1899-1957)、ローレン・バコール(1924-2014)、マレーネ・ディートリヒ(1901-1992)、エロール・フリン(1909-1959)、ジョン・ウェイン(1907-1979)、ザ・ザ・ガボール(1917-2016)、リタ・ヘイワース(1918-1987)、マルティーヌ・キャロル(1920-1967)、ジェラール・フィリップ(1922-1956)、マリリン・モンロー(1926-1962)等が来店している。

## エピソード
【創業期】 トゥール・ダルジャンの創業時期(1582年)は、アンリ2世 (フランス王) (fr:Henri II de France) ,1519-1559)とカトリーヌ・ド・メディシス (fr:Catherine de Médicis) (1519-1589)の結婚(1533年)から約50年後。カトリーヌに従じた料理人が持ち込んだイタリア宮廷料理がフランス料理を洗練させていく時期にあたる。カトリーヌの三男アンリ3世 (fr:Henri III (roi de France)) (1551-1589)は、後にトゥール・ダルジャンを贔屓にして、同店が貴族の社交場として発展する切っ掛けを作った。
【店名の由来】 "La Tour d'argent"(銀の塔)は、創業時の建物がルネサンス様式の塔で、塔壁にChampagne地方で産出された銀色に輝く雲母が含まれていたことに由来。

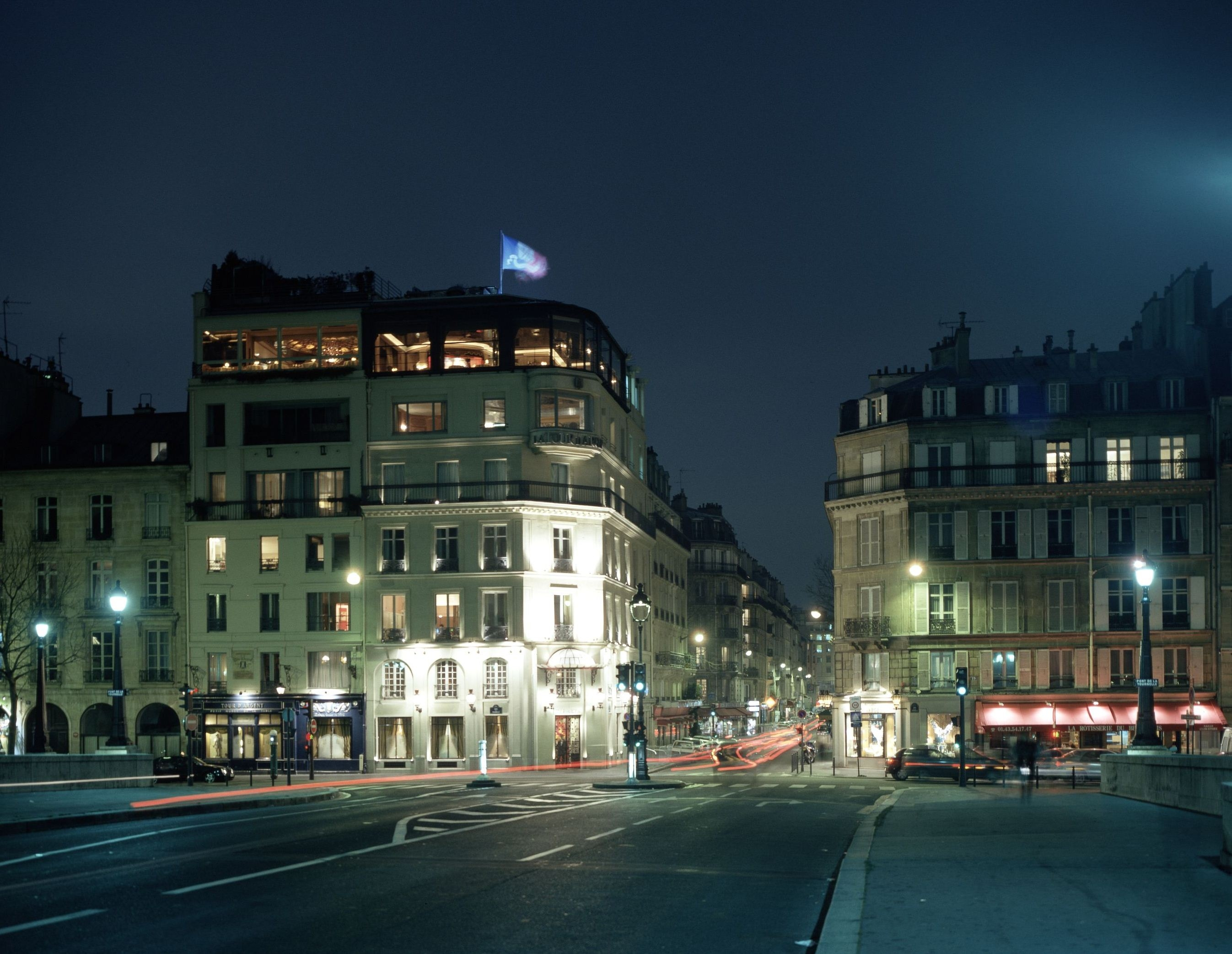
Restaurant La Tour d'Argent - Façade

【レストラン旗】 レストラン旗を掲げる唯一のレストランといわれる。現在でもこの旗が貴族文化の象徴と見做され、左翼グループの襲撃を受けたことがあるという。
【フォークの導入】 アンリ3世 (fr:Henri III (roi de France)) (1551-1589)は、ヴァンセンヌの森での鹿狩りの帰途、同行する貴族・騎士等総勢45名と初めてトゥール・ダルジャンに訪れた(1582年3月4日)。その際、居合わせたフィレンツェから来たイタリア貴族3名がフォークを使用しているのを見かけ、フォークの柄に施された細工の美しさに魅了された。それまでフランスではフォークは発明されておらず、全ての人が手掴みで食事をしていた。フォークを気に入った王は、早速、臣下に宮廷で同じものを作らせるよう命じた。店主ルルトーは、王の次の来店までにフォークを調達、フランスのレストラン史上、初めてサービスとしてフォークが使用された。
【決闘】 ルイ13世 (fr:Louis XIII) (1601-1643)の治世、トゥール・ダルジャンは、流行の先端を行く貴族の社交場として繁盛した。この時代、身分の高い荒くれ騎士は、大酒を飲み、気に入らないことがあれば、すぐに剣を抜いた。常連の貴族が、普段使っている厩舎やテーブルが塞がっていることに腹を立て、先客に手袋を投げつけ、決闘が始まったという。決闘した者の多くは地方貴族だったが、シャルル・ダルベール・ド・リュイヌ公爵 (fr:Charles-Honoré d'Albert de Luynes) (1620-1699)のような大物廷臣も含まれていた。
【フランス革命】 フランス革命(1789-1795)勃発時には、市民から貴族文化の象徴と見做され、バスティーユ牢獄と共に真っ先に襲撃・略奪・占拠され、建物は亡命貴族の所有物として競売にかけられた。

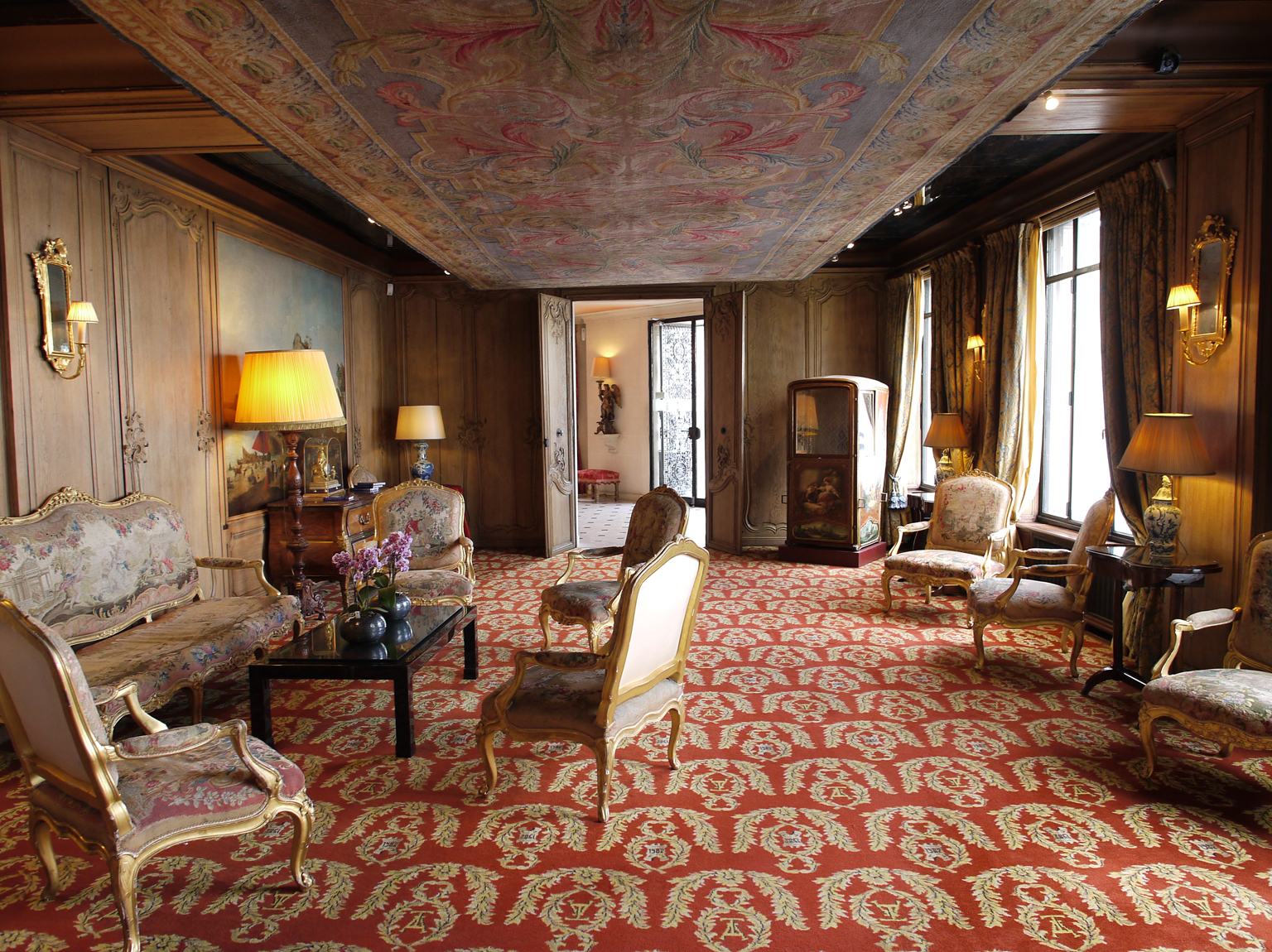
La Tour d'Argent, Paris 201305091D0169 (8752786424)

【三皇帝の晩餐】 ロシア皇帝アレクサンドル2世(Александр Ⅱ, 1818-1881)と皇太子(アレクサンドル3世、Александр Ⅲ, 1845-1894)、プロシア皇帝ヴィルヘルム1世 (ドイツ皇帝) (de:Wilhelm I.) (1797-1888)、プロイセン王国「鉄血宰相」(独:Eiserne Kanzler)オットー・フォン・ビスマルク (de:Otto von Bismarck) (1815-1898)首相は、パリ万国博覧会 (1867年)( (fr:Exposition universelle de 1867) の会期中の6月7日、カフェ・アングレに来店、歴史に残る「三皇帝の晩餐」 (fr:Dîner des Trois Empereurs) が催された。シェフのアドルフ・デュグレレは、全16品のコースを供し、サービスを執り仕切ったオーナーのクローディアス・バーデルは、マデイラ、シェリー、ブルゴーニュ、ボルドー4本、シャンパンの計8本を合わせた。会食は盛況で終了まで8時間を要したという。途中午前1時頃、アレクサンドル2世が好物のフォア・グラが出ないことにクレームをつけ、店主バーデルが「フランスの美食で6月にフォア・グラを供す習慣はありません。10月までお待ち頂ければ、最高のフォア・グラをお届け致します。決して後悔されることはありません」と約束。秋にデュグレレが3個のテリーヌ「三皇帝のフォア・グラ」を調理、使者を立てロシア皇帝離宮「ツァールスコエ・セロー」とドイツ・ベルリンに届けたという。この時使用されたテーブルとメニューはトゥール・ダルジャンに引き継がれ、同店１階の展示スペース「食卓の小博物館」に再現されている。
【20万羽目の鴨】 1949年5月30日、20万羽目の鴨を祝う記念行事が行われ、共催した顧客の意向により、招待状を足に巻かれた鴨が屋上から放たれた。遠方の見知らぬ誰かに招待状が届き、その人が名乗り出れば、鴨を料理して振る舞う趣向だった。しかし、期待を他所に鴨は目前のセーヌ川に降りて水浴びを始めた。鴨はイベントを知るサンルイ島に住んでいたジャーナリストJ.J.アルモランがすぐさま船を出して捕まえ、翌日、アルモランに賞味されることになった。
【フィーヌ・ナポレオン】 トゥール・ダルジャンが2本しか所蔵していない希少なフィーヌ・ナポレオンは、店のコレクションとしてリストから外していたが、かつてはコレクターが大金を積み買取りを申し出ない日は無かったという。
【インドからの帰還】 ポルト酒・マデーラ酒"インドからの帰還"(retour de l'Inde)は、帆船時代、船底に酒を積むことで、その重量により船を安定化、船の揺れや温度変化が熟成を促す効果を狙ったもの。美味しい酒に熟成させるには、世界を2周する必要があったという。
【来店しなかった英雄】 フランス第五共和政を樹立したシャルル・ド＝ゴール将軍(1890-1970)は、生涯トゥール・ダルジャンに足を踏み入れなかった。軍人らしく食欲旺盛だが、総じて『食』への関心が薄く、早食いに過ぎて会食が不得手だったという。その嗜好は、シンプルな料理で知られるジャック・ぺパン (fr:Jacques Pépin) (1935-)の大統領専属料理人への起用に現れている。増井和子は、著書「パリの味」で「彼にとって120席程度の聴衆では、フランスの栄光を語るには不十分だったのだろう」と記している。

## 歴史的メニュー
■■■ 三皇帝の晩餐 ■■■

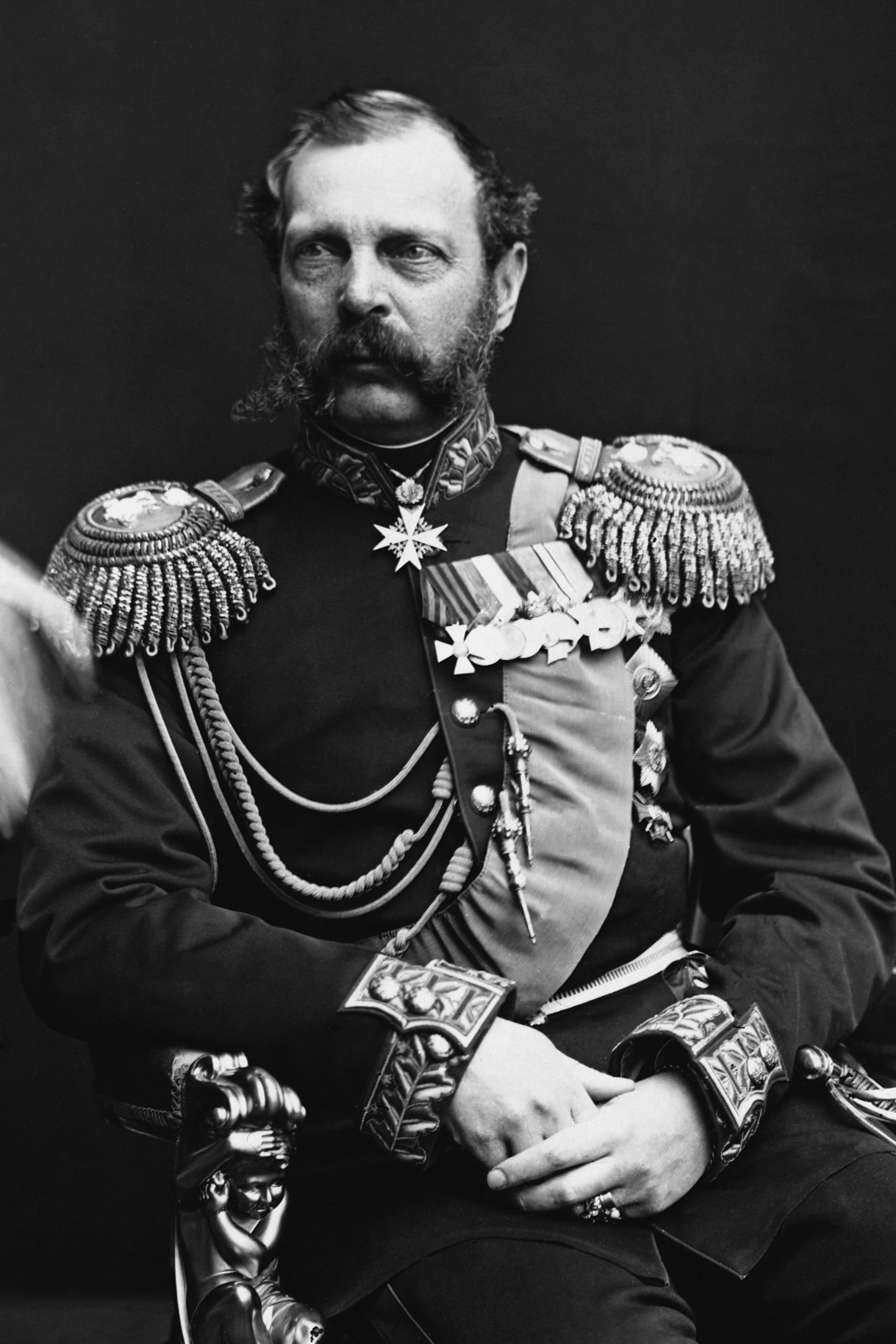
Alexander II of Russia photo

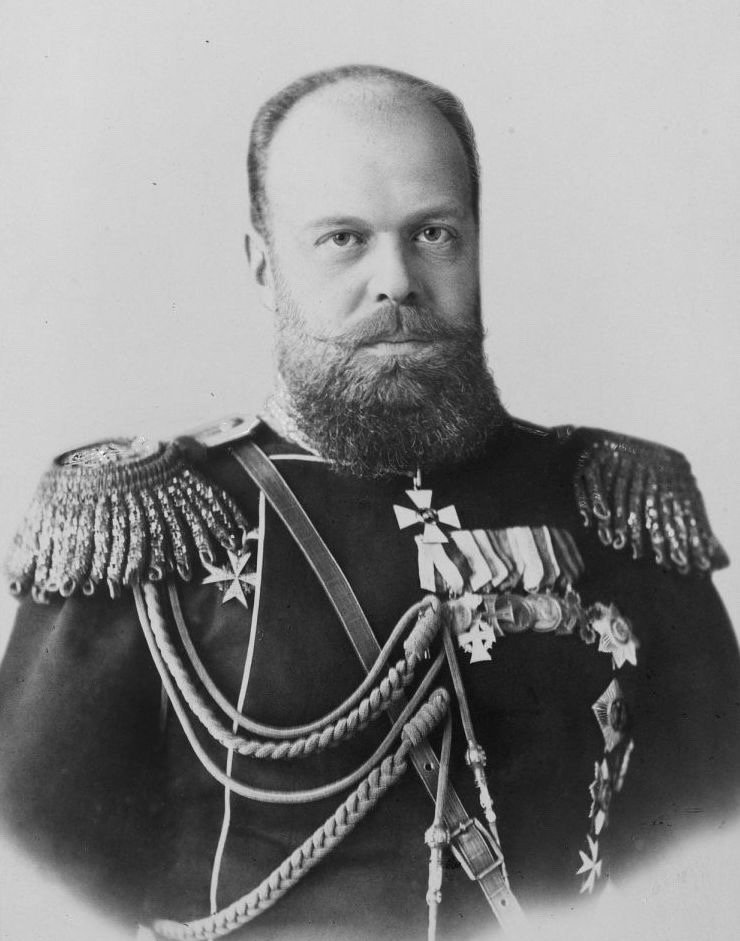
Alexander III of Russia

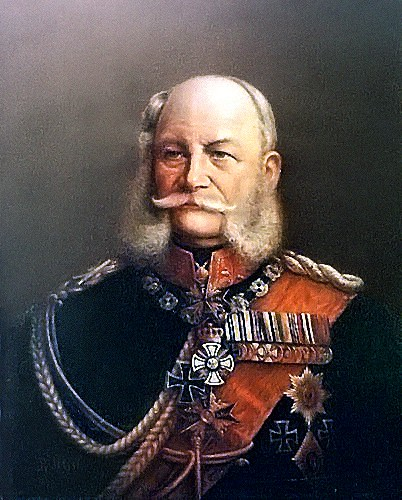
Wilhelm1

(Dîner des Trois Empereurs, 1867年6月7日, 於カフェ・アングレ)
【Menu】
(Potages)
- 皇后と公爵夫人に捧ぐ(Impératrice et Fontanges)

(Relevés)
- スフレ・ア・ラ・レーヌ(Soufflé à la reine)
- 舌平目のフィレ ベニス風(Filets de sole à la vénitienne)
- 平目のグラタン(Escalope de turbot au gratin)
- 羊の鞍下肉 ブルターニュ風ピュレ添え(Selle de mouton purée bretonne)

(Entrées)
- ポルトガル風若鶏のロースト(Poulet à la portugaise)
- 温製うずらのパテ(Pâté chaud de cailles)
- オマールのパリ風(Homard à la parisienne)

(Digérer)
- シャンパンのソルベ(Sorbets au champagne)

(Rôts)
- ルーアン風鴨料理(Canetons à la rouennaise)
- ほおじろのカナッペのせ(Ortolans sur canapés)

(Entremets)
- スペイン風なす(Aubergines à l'espagnole)
- 茎つきアスパラガス(Asperges en branches)
- カッソレット・プランセス(Cassolette princesse)

(Dessert)
- ボンブ型アイスクリーム (fr:Bombe glacée) )
- フルーツ(Fruit)

【Vins】
- マデーラ酒"インドからの帰還" (fr:Madère) (DOC) retour de l'Inde 1810
- シェリー酒 同じ産地(Xérès) 1821
- シャトー・ディケム (fr:château d'Yquem)  1847
- よく冷やしたルイ・ロデレール (fr:Champagne Louis Roederer frappé)
- シャンベルタ( (fr:Chambertin)  1846
- シャトー・マルゴ (fr:Château Margaux)  1847
- シャトー・ラトゥール (fr:Château Latour)  1847
- シャトー・ラフィット (fr:Château Lafite)  1848

■■■ イギリス連邦王国女王エリザベス2世とエディンバラ公爵フィリップ王配両陛下の晩餐 ■■■

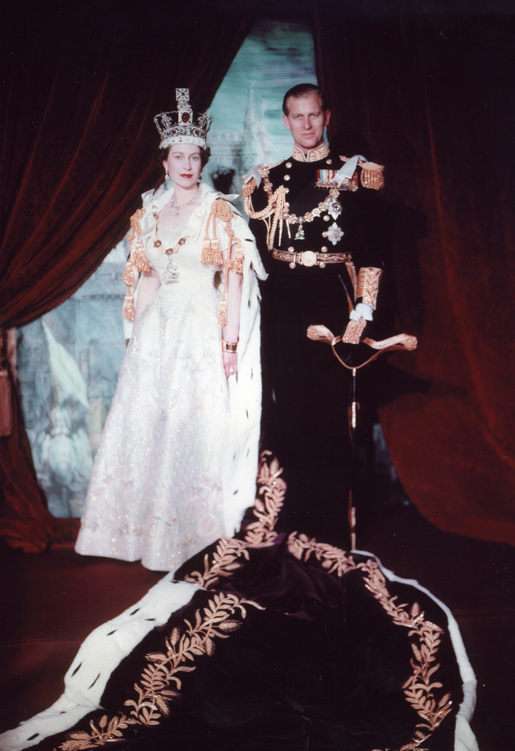
Elizabeth and Philip (1953)

(1948年5月16日晩餐, 於トゥール・ダルジャン本店)
【Menu】
- ポルト酒"インドからの帰還"(Porto retour de l'Inde)1840

- 海を治める帝国の両陛下に捧げて(en hommage Leurs Majestés du plus Grand Empire Maritime)

- 舌平目のグリエ フレデリック(Filets de sole grillés Frédéric)

- トゥール・ダルジャンの鴨料理(Caneton Tour d'argent)

- じゃがいものスフレ(Pommes soufflées)

- 鴨のもも肉のグリエ(Les cuisses grillés)

- サラダ・ロジャー(Salade Roger)

- スフレ・ヴァルテス(soufflé Valtesse)

- 冷たいプティ・フール トゥール・ダルジャン風(Petits fours glacé Tour d'argent)

- フルーツの盛り合わせ(Corbeille de fruits)

【Vins】
- フィーヌ・シャンパーニュ (fr:Fine Champagne)  1788

- クロ・ヴージョ (fr:Clos-de-vougeot)  の白ワイン1942

- シャトー・シュバル・ブラン (fr:Château Cheval Blanc)  1924

- シャトー・ディケム (fr:Château d'Yquem)  1993.

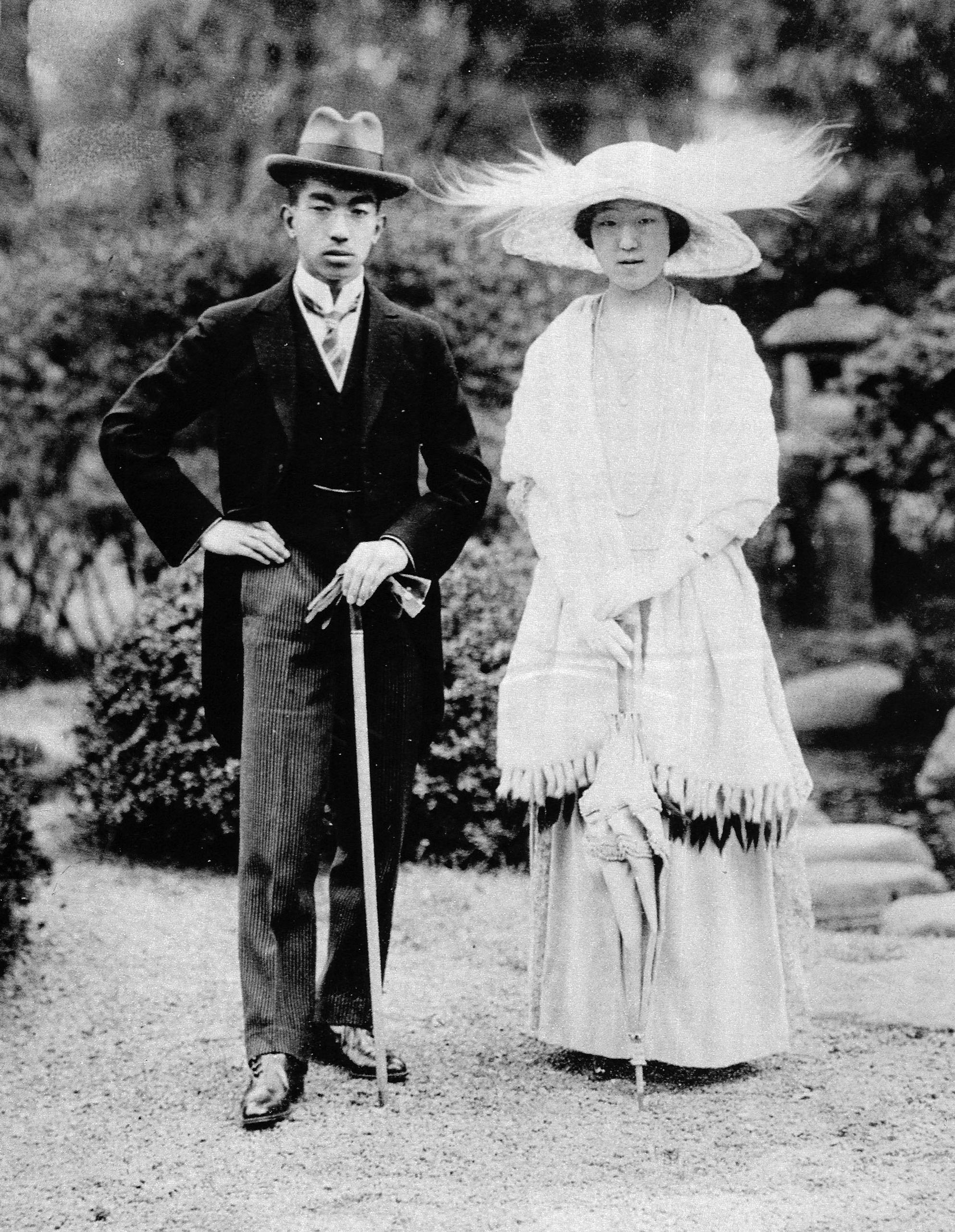
Crown Prince Hirohito & Princess Nagako 1924

■■■ 日本国天皇皇后両陛下をお迎えする光栄に浴して ■■■
(1971年10月3日晩餐, 於トゥール・ダルジャン本店)
【Menu】
- アンドレ・テライユ風クネル

―――――――――――――――
- トゥ―ル・ダルジャン風子鴨
- 揚膨じゃがいも
- 鴨のもも焼き
- ロジェ風サラダ

―――――――――――――――
- エリユー谷風桃のフランベ
- 一口菓子

―――――――――――――――
- コーヒー

【Vins】
- シャブリ=フレショーム(Chablis Fourchaume) (fr:Chablis (AOC))  1970
- クロ=ヴジョ (fr:Clos-de-vougeot)  1959
- ドン・ペリニョン (fr:Dom Pérignon (cuvée))  マグナム 1961

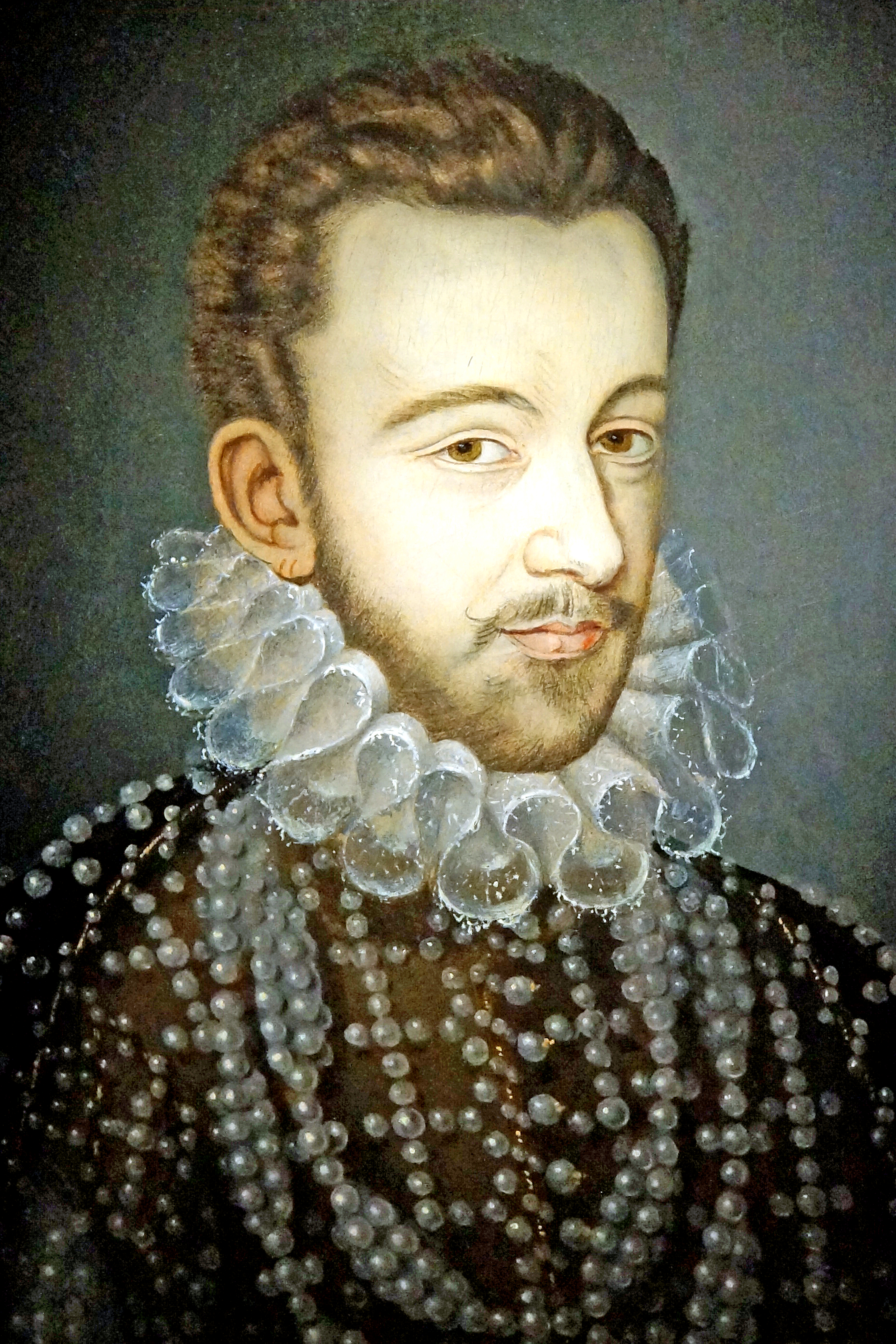
France-001615 - King Henri III (15291221709) (2)

■■■ 創業400周年記念 アンリ3世晩餐会再現メニュー ■■■
(1983年9～10月, 於トゥール・ダルジャン本店)
【Menu】
- うずらの卵
- うなぎのスープ
- 熱いタルト(蓋つきパイ)
- シャポン・キャストレ(去勢雄鶏)
- 豚のフライと玉ねぎのソテ
- 西洋ごぼうの揚げ物
- ブリーのチーズ
- 小イチゴとクリームチーズ

【Vins】
- キュベ・グラン・シエクル・ローランｰペリエ(Cuvée Grand Siècle Laurent-Perrier) (fr:Laurent-Perrier)
- ラ・ターシュ (fr:La-tâche)  1978
- シャトー・オーゾンヌ (fr:château Ausone)  1964
- シャトー・シュバル・ブラン (fr:château Cheval Blanc)  1959
- シャトー・オーｰブリオン (fr:château Haut-Brion)  1959
- シャトー・ラフィット・ロートシルト (fr:château Lafite Rothschild)  1959
- シャトー・ラトゥール (fr:château Latour)  1959
- シャトー・マルゴー (fr:château Margaux)  1959
- シャトー・ムートン・ロートシルト (fr:Château Mouton Rothschild)  1959
- シャトー・ディケム (fr:château d'Yquem)  1959
- シャンパーニュ・ローラン-ペリエ・キュベ・ロゼ(Champagne Laurent-Perrier cuvée rosée) (fr:Laurent-Perrier)  1959
- ペトリュス (fr:Petrus (vin))  1970

## スペシャリテ
■■■ トゥール・ダルジャン謹製仔鴨料理、血入りソース添え(Caneton Tour d'argent) ■■■

【材料】(4人分のルセット) 
- Vendée県Challans産la maison Burgaudの仔鴨1羽(生後6～8週間、窒息死させたもの)
- バター50g
- マディラ酒(年代物)1カップ
- コニャック小1カップ
- レモン汁1個分
- 鴨のコンソメ1カップ(スパイスを利かせたもの。調理に時間を要するため、予め準備しておく)
- 塩、胡椒

【器具】
- Christofle製鴨用プレス機
- ソース用泡立て器
- 銀製深皿
- 先の尖った包丁
- レショー
- アルコールランプ2個付きコンロ
- 調理用ハサミ

【加熱時間】 約1時間
- 鴨20分
- ソース25分
- もも肉20分

【調理】
①鴨の下焼き
- 鴨に塩・胡椒し、溶かしバターを刷毛で塗る
- 220℃のオーヴンで20分間焼く

②ソースの調理

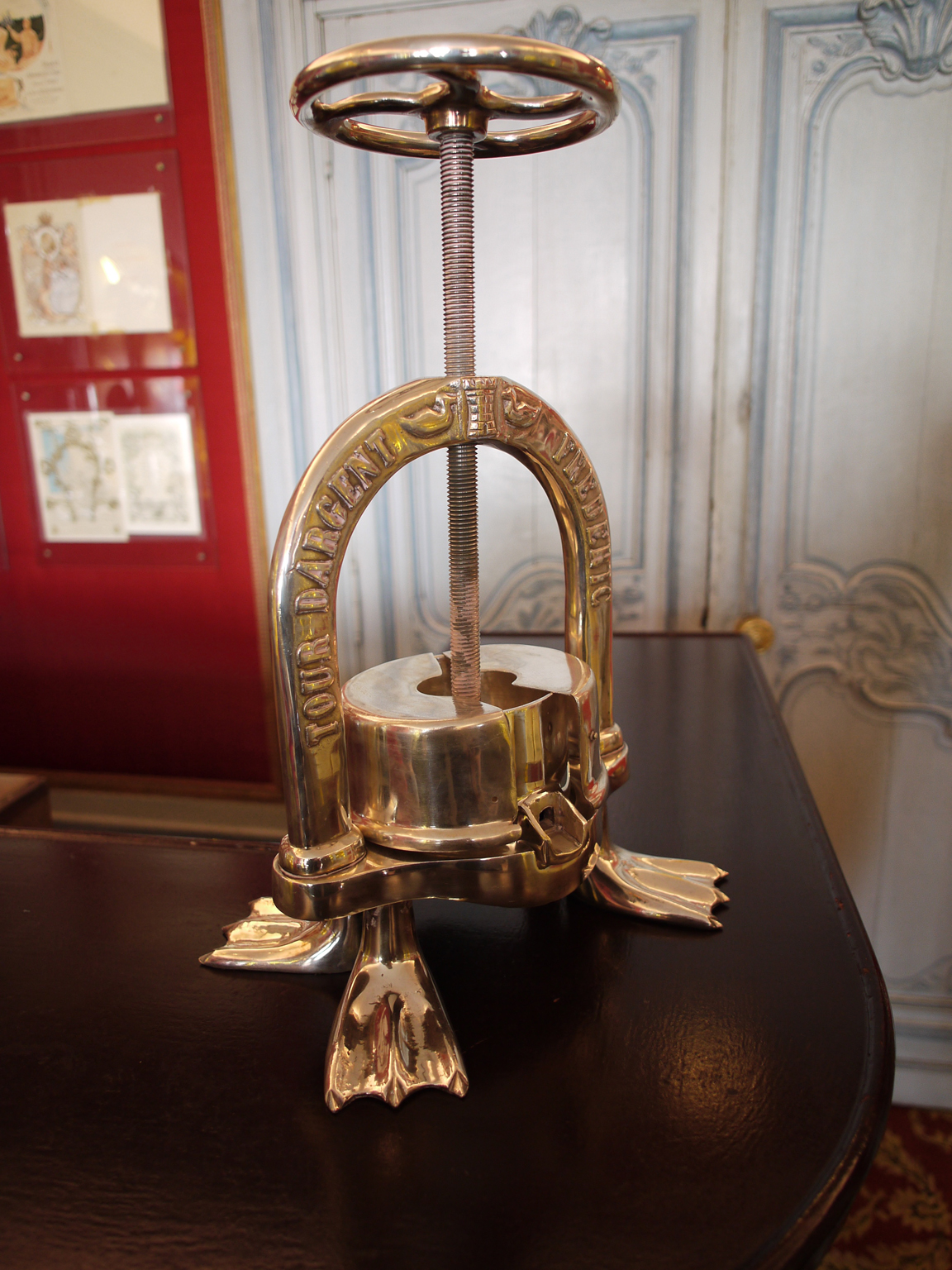
La Tour d'Argent, Paris 201305091D0171 (8752808950)

- 下焼きした鴨からレバーを取り出し、細かく刻むかピュレ状に潰す
- 銀製深皿に入れ、マディラ酒、コニャック、レモン汁を加える

③鴨の切り分け
- 鴨のもも肉を切り分け、200℃のオーブンで表面に焼き色を付ける
- 先の尖った包丁で鴨の皮を全て剥がす
- 鴨のフィレ肉をできるだけ大きくかつ薄く削ぎ取る
- フィレ肉を②の皿に入れる

④ソースの仕上げ
- 鴨のガラを調理用ハサミで切り、プレス機に入れ、2～3回に分けてプレスし、ボウルに血や肉汁を集める
- 集めた血・肉汁に鴨のコンソメを加え、③の皿に注ぎ、塩・胡椒する

⑤フィレ肉の調理
- フィレ肉を入れた銀皿をレショーに乗せ、ソースを絶えず混ぜながら、コンロで10分間加熱、チョコレートを溶かしたよう濃度に仕上げる
- (ソースをかける前、フィレ肉をコニャックでフランベしてもよい)

⑥仕上げ
- フィレ肉を皿に盛り、ソースをたっぷりかける
- ジャガイモのスフレを添えて食卓へ
- 最後に、オーブンで表面に焼き色を付けたもも肉を網焼きにし、柔らかい野菜のサラダを添えて供する

## ガイドブックの評価
- ミシュラン・ガイド (fr:Guide Michelin) では、1933年の「３つ星方式」採用当初から3つ星を獲得、戦時中断を挟み1951年まで18年間3つ星を維持。1952年に2つ星に降格となったが、当主クロード・テライユの尽力により、翌1953年3つ星に返咲き、1995年まで42年間3つ星を維持。1996年再び2つ星に降格、その後10年間2つ星を維持したが、2006年1つ星に降格。
- ゴ・エ・ミヨ (fr:Gault et Millau) , 2024年版)では本店が15/20点、ラ・リスト (fr:La Liste (gastronomie et hôtellerie)) (2024年版)では東京店が86.00点の評価。
- アンリ・ゴー (fr:Henri Gault) (1929-2000)[注 2]は、著書「フランスのレストランベスト50」[31](Mes 50 meilleurs restaurants de France, 1986)において、トゥール・ダルジャンを85.2点、第32位にランク。「私のベスト料理」に「仔鴨のダニエル・シックル風」(Caneton Daniel Sicklès, 93.4点)を挙げ、「世界最高の鴨料理」、「ヌーベルキュイジーヌ[注 3] (fr:nouvelle cuisine) の傑作」[注 4]、「至福の心地になるであろう」とし、同店を「聖者の中の聖者は1人しかいない」と評価。
- トゥール・ダルジャンに30年以上通う料理批評家クロード・ルベイ (fr:Claude Lebey) (1923-)は、メニューの創造性の不足を指摘している。

## ブティック・ホテル・関連商品
- 本店向かいの"Les Comptoirs de la Tour d'argent"(1985-)のほか、代官山に同名ブティック(2007-2009)を展開。代官山店では、フランス直輸入のフォアグラ・紅茶・ジャム・チョコレートのほか、パリ本店のワインカーヴから移した4,000本を含む約10,000本のワインを販売していたが、2009年7月31日閉店。
- 2023年9月に本店5階に設置した宿泊施設"L'Appartement"は、150平方メートルの2人用1室のみ。室内に設えたキッチンにレストランの料理人を呼び、外部からゲストを招いた食事会も可能。[16]
- スペシャリテ「トゥール・ダルジャン謹製仔鴨料理、血入りソース添え(Caneton Tour d'argent)」の調理に使用する鴨用プレス機(クリストフル製 (fr:Christofle) )は、本店ブティックにて、9,500ユーロで販売されている。

## 関連レストラン

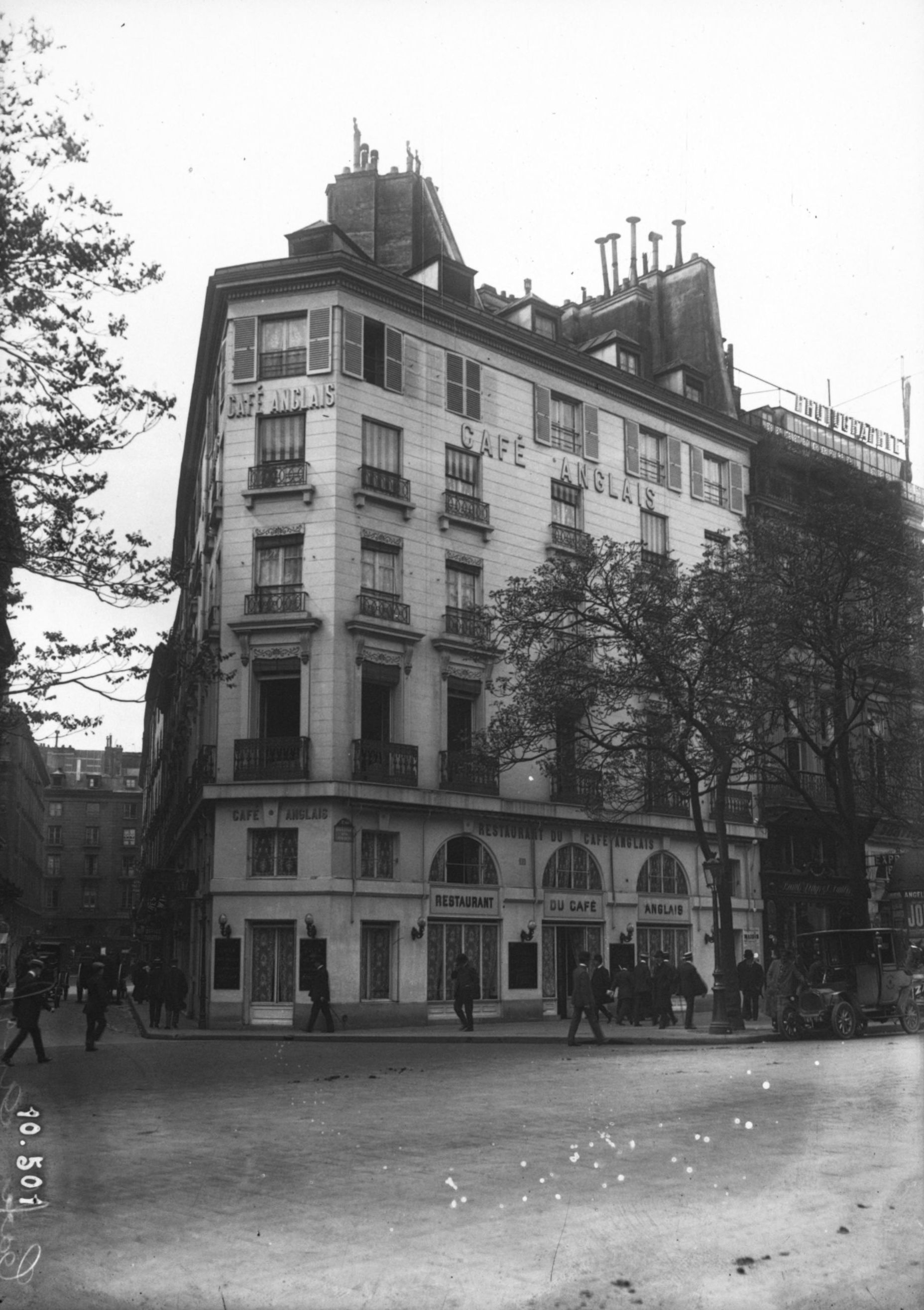
Café anglais

- カフェ・アングレ (fr:Café Anglais) (1802-1913)[5]：Saint-Pierre-sur-Dives(Normandie)出身のFrançois Georges Delaunay(1768-1849)が1802年に創業。前身は「グラン＝セーズ」というゲーム店だったという。当初は御者や使用人が利用するレストランだったが、次第に有名俳優・女優などが通うようになる。Françoisの引退(1817年)後、建物はオーナーのPierre Chevreuilが1827年まで引続き管理、レストランはFrançoisの息子Piette Louis Prosper Delaunayが1867年まで経営を担った。その後、ボルドー出身のPierre Alexandre Delhomme（フランス語版）がオーナーとなり、同郷出身でカフェ・ド・ラぺ (fr:Café de la Paix (Paris)) にいたアドルフ・デュグレレ (fr:Adolphe Dugléré) (1805年6月3日-1884年4月4日)を招聘。優れた料理が評価され、パリで最も人気の高いカフェとなり、上流階級が来店するようになる。デュグレレは、常連顧客だった第二帝政期で最も有名な高級娼婦(demi-mondaine)Anne Deslions（フランス語版）(1829-1873)のために”le potage Germiny”や”le Pommes Anna（フランス語版）"を創作、古典料理の傑作として現在に受け継がれている。1867年のパリ万博の期間中、ロシアとプロシアの皇帝が来店、歴史に残る「三皇帝の晩餐」が催される。その後、クローディアス・バーデル(Claudius Burdel)がオーナーとなり、娘のオーギュスタ・バーデル(Augusta Burdel)がトゥール・ダルジャンのアンドレ・テライユ(André Terrail,1代目)と結婚。カフェ・アングレは1913年に閉店したが、オーギュスタによりデュグレレが残した料理と所蔵ワインがトゥール・ダルジャンに引き継がれた。常連客には作家が多く、 Stendhal（フランス語版）(1783-1842)、 Alfred de Musset（フランス語版）(1810-1857)、Alexandre Dumas（フランス語版） (1802-1870)、Eugène Sue（フランス語版）（18041-1857）等が贔屓にした。

## 関連作品
- カレン・ブリクセン  (da:Karen Blixen) (1885-1962) の短編小説『バベットの晩餐会』 (da:Babettes Gæstebud(novelle)) (1950) の設定上、主人公バベット・エルサンは、デンマークに逃亡する前、カフェ・アングレの料理長を務めていた。ガブリエル・アクセル (fr:Gabriel Axel)  (1918-2014) が1987年に映画化 (da:Babettes Gæstebud (film)) 、同年度アカデミー国際長編映画賞受賞。
- 高杉良の経済小説『金融腐蝕列島』（1997年）を原田眞人監督が映画化した『金融腐蝕列島〔呪縛〕』（1999年）では、仲代達矢扮する朝日中央銀行 (ACB) 取締役相談役佐々木英明が、本田博太郎扮するACB副頭取・真相調査委員会委員長を、パワー・ハラスメントで「なぁ？あれはトゥール・ダルジャンのレディースルームだったよな、オイ」と甚振る台詞がある。
- 池井戸潤の小説『半沢直樹シリーズ』のうち、「ロスジェネの逆襲」（2012年）、「銀翼のイカロス」（2014年）をＴＢＳがテレビドラマ化した『半沢直樹』第2期（2020年）第9話において、トゥール・ダルジャン東京店がロケ地として使用され、 堺雅人扮する半沢直樹の台詞「3人まとめて1000倍返しだ！！」や、香川照之扮する大和田暁との「タンデム土下座」などの名シーンで登場する[32]。